# Liste der Internationalen Historikertage
Diese Liste verzeichnet die Internationalen Historikertage seit 1898. Sie werden ab 1900 offiziell mit römischen Ziffern durchgezählt.
Der Internationale Historikertag (engl. International Congress of Historical Sciences, französisch Congrès International des Sciences Historiques) ist eine alle fünf Jahre stattfindende  geschichtswissenschaftliche Konferenz. Die Konferenz dauert etwa eine Woche und findet meist im August oder September statt. Während die ersten grenzüberschreitenden Historikertage noch auf Einladung einzelner Verbände erfolgten, existiert mit dem 1926 in Genf gegründeten Sekretariat (Comité International des Sciences Historiques (CISH) bzw. International Committee of Historical Sciences (ICHS)) eine dauerhafte Organisation. Ihr gehören 52 Länderorganisationen an (Stand 2015).
| Zählung | Tagungsort    | Jahr |
| ------- | ------------- | ---- |
| –       | Den Haag      | 1898 |
| I.      | Paris         | 1900 |
| II.     | Rom           | 1903 |
| III.    | Berlin        | 1908 |
| IV.     | London        | 1913 |
| V.      | Brüssel       | 1923 |
| VI.     | Oslo          | 1928 |
| VII.    | Warschau      | 1933 |
| VIII.   | Zürich        | 1938 |
| IX.     | Paris         | 1950 |
| X.      | Rom           | 1955 |
| XI.     | Stockholm     | 1960 |
| XII.    | Wien          | 1965 |
| XIII.   | Moskau        | 1970 |
| XIV.    | San Francisco | 1975 |
| XV.     | Bukarest      | 1980 |
| XVI.    | Stuttgart     | 1985 |
| XVII.   | Madrid        | 1990 |
| XVIII.  | Montréal      | 1995 |
| XIX.    | Oslo          | 2000 |
| XX.     | Sydney        | 2005 |
| XXI.    | Amsterdam     | 2010 |
| XXII.   | Jinan         | 2015 |
| XXIII.  | Posen         | 2022 |
| XXIV.   | Leipzig       | 2026 |

## Nachweise
1. ↑  Verzeichnis (Memento vom 9. November 2015 im Internet Archive)
2. ↑  Mitgliederliste (Memento vom 18. Juni 2012 im Internet Archive)
3. ↑  Pandemiebedingt von 2020 verschoben, Bericht, abgerufen am 12. September 2023